# Parascaptor leucura
Parascaptor leucura là một loài động vật có vú trong họ Talpidae, bộ Soricomorpha. Loài này được Blyth mô tả năm 1850.